# 미콜라스 알레크나
미콜라스 알레크나(리투아니아어: Mykolas Alekna, 2002년 9월 28일~)는 리투아니아의 육상 선수이며, 주 종목은 원반던지기이다.  현재 남자 원반던지기 세계 기록을 보유 중이며 2024년 4월에 74.35m를 기록하면서 위르겐 슐트가 보유했던 기록을 38년 만에 갱신했다.
세계 선수권 대회에서 은메달 1개, 동메달 1개를 획득했으며 2022년 세계 선수권 대회 당시 19세의 나이로 은메달을 획득하여 역사상 최연소 원반던지기 세계 선수권 대회 메달리스트가 되었다.
아버지인 비르길리유스도 리투아니아 국가대표 원반던지기 선수로 활동했으며 올림픽에서 금메달을 획득했다. 형인 마르티나스도 원반던지기 선수이다.